# فريدريك رودجرز
فريدريك رودجرز (بالإنجليزية: Frederick Rodgers)‏ هو ضابط أمريكي، ولد في 3 أكتوبر 1842 في هافر دي غريس في الولايات المتحدة، وتوفي في 3 نوفمبر 1917 في سانت جيمس في الولايات المتحدة.